# Jessicah Schipper
Jessicah Schipper (ur. 19 listopada 1986 w Brisbane w stanie Queensland w Australii) – australijska pływaczka specjalizująca się w stylu motylkowym, czterokrotna medalistka olimpijska.
Na Mistrzostwach Świata w 2003 w Barcelonie wygrała brązowy medal biorąc udział w sztafecie 4x100 m stylem zmiennym i zajęła 10. miejsce na 100 m oraz na 200 m stylem motylkowym.
Na igrzyskach olimpijskich w Atenach w 2004 roku zdobyła złoty medal w sztafecie 4 x 100 m stylem zmiennym oraz zajęła 4. miejsce na 200 m stylem motylkowym (złoto Otylii Jędrzejczak).
26 lipca 2005 zdobyła na Mistrzostwach Świata w Pływaniu 2005 w Montrealu złoty medal na 100 m stylem motylkowym, wyprzedzając m.in. swoją rodaczkę Lisbeth Lenton, która zdobyła srebrny medal, i Otylię Jędrzejczak, która była trzecia. Zdobyła również drugi złoty medal jako uczestniczka sztafety 4x100 m stylem zmiennym (wraz z koleżankami Sophie Edington, Leisel Jones i Lisbeth Lenton), jak i tytuł wicemistrzyni świata na 200 m stylem motylkowym, przegrywając  z Otylią Jędrzejczak o tylko 0,04 s przy kontrowersyjnym finiszu: zapis wideo pokazał, że Otylia Jędrzejczak dotknęła mety tylko jedną ręką, zamiast dwiema, co powinno było ją zdyskwalifikować, jednak sędzia tego nie zauważył. Dla Schipper było to o tyle bardziej bolesne, ponieważ obie pływaczki pobiły dotychczasowy rekord świata.
17 sierpnia 2006 ustanowiła nowy rekord świata na 200 m stylem motylkowym podczas mistrzostw Pacyfiku. Wygrała z czasem 2:05.40, bijąc rekord Otylii Jędrzejczak o 0.21 s.
Na igrzyskach olimpijskich w Pekinie w 2008 roku zdobyła dwa brązowe medale: w wyścigu na 100 m i 200 m stylem motylkowym.
Na mistrzostwach świata w Rzymie w 2009 roku wygrała finałowy wyścig na 200 m stylem motylkowym bijąc rekord świata wynikiem 2.03,41 min, a na dystansie 100 m była druga.
Jej wzrost wynosi 169 cm, a waga 57 kg.

## Rekordy świata
| Data          | Miejsce | Konkurencja             | Rezultat    | Status                             |
| ------------- | ------- | ----------------------- | ----------- | ---------------------------------- |
| 30 lipca 2009 | Rzym    | 200 m stylem motylkowym | 2.03,41 min | do 21 października 2009 - Liu Zige |